# Шевийар (Франция)
Шевийа́р (фр. Chevillard) — коммуна во Франции, находится в регионе Рона — Альпы. Департамент коммуны — Эн. Входит в состав кантона Брено. Округ коммуны — Нантюа.
Код коммуны — 01101.

## Население
Население коммуны на 2010 год составляло 162 человека.
| 1962 | 1968 | 1975 | 1982 | 1990 | 1999 | 2010 |
| ---- | ---- | ---- | ---- | ---- | ---- | ---- |
| 153  | 126  | 116  | 132  | 137  | 132  | 162  |